# Uropterygius nagoensis
Uropterygius nagoensis är en fiskart som beskrevs av Hatooka, 1984. Uropterygius nagoensis ingår i släktet Uropterygius och familjen Muraenidae. Inga underarter finns listade i Catalogue of Life.